# 13222 Ichikawakazuo
13222 Ichikawakazuo è un asteroide della fascia principale. Scoperto nel 1997, presenta un'orbita caratterizzata da un semiasse maggiore pari a 2,7303342 UA e da un'eccentricità di 0,0618233, inclinata di 9,51051° rispetto all'eclittica.